# اکندیل
اکندیل (به لاتین: Ekendil) یک منطقهٔ مسکونی در روسیه است که در داغستان واقع شده‌است.